# Конево (Разградська область)
Ко́нево (болг. Конево) — село в Разградській області Болгарії. Входить до складу общини Ісперих.

## Населення
За даними перепису населення 2011 року у селі проживали 95 осіб, з них 93 особи (98,9%) — болгари.
Розподіл населення за віком у 2011 році:
Динаміка населення: